# Baronía de Kalamata

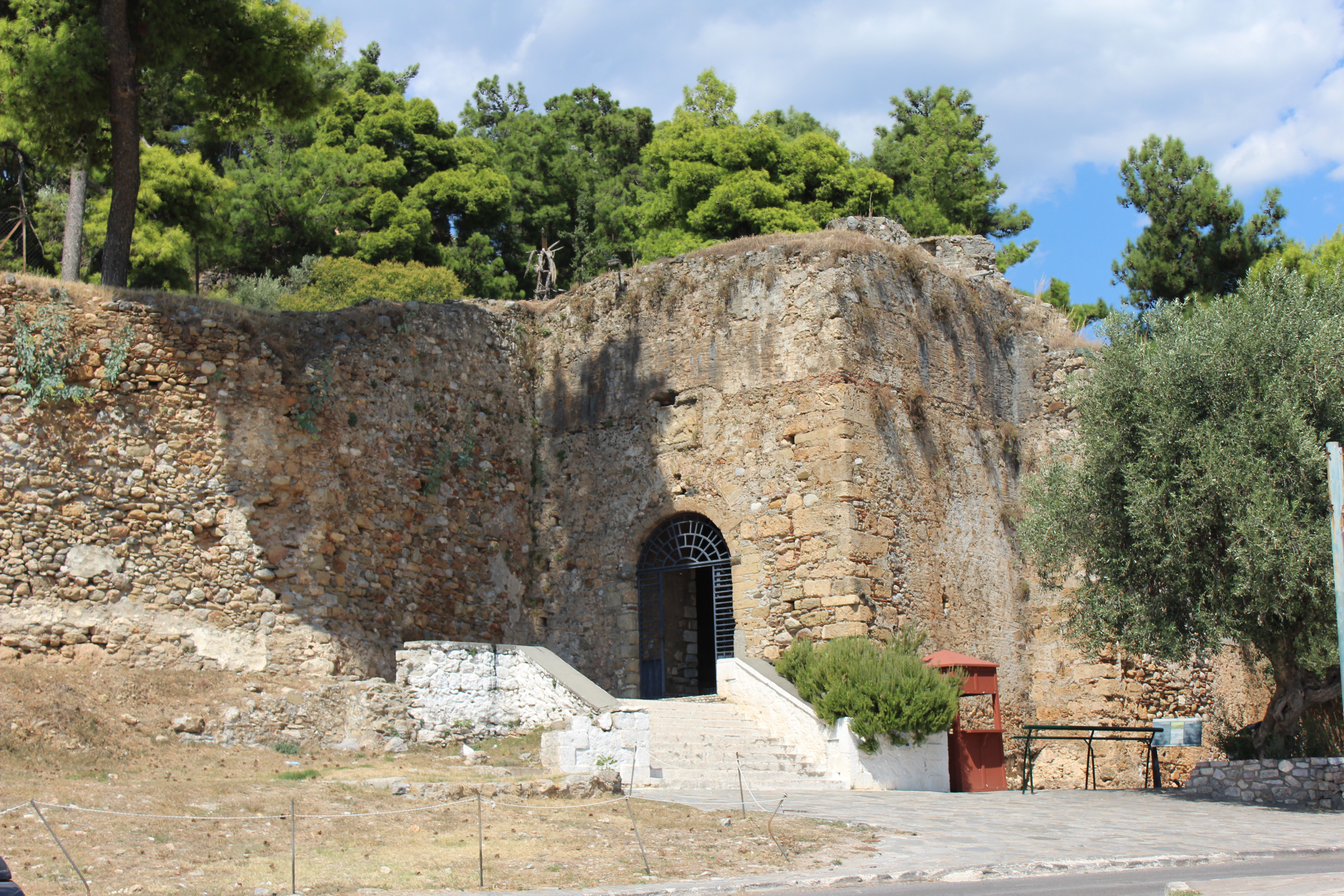
Restos del castillo de Kalamata.

La Baronía de Kalamata (en griego: Βαρωνία των Καλαμάτας) fue un feudo del Principado de Acaya, que fue fundado en 1209 tras la conquista del Peloponeso por Guillermo de Champlitte.
Con la creación del principado, este se dividió en baronías y señoríos, la Baronía de Kalamata era un feudo personal de la familia Villehardouin. Ocupó gran parte de la actual Mesenia con Kalamata como su capital.
La baronía, después de la batalla de Pelagonia y la creación del vecino Despotado de Morea, perdió la seguridad que proporcionaba a sus habitantes y en el siglo XIV fue ocupada por los bizantinos. Sólo el castillo de Kalamata permaneció en poder de los Villehardouin hasta 1322. María de Borbón la tomó como dote y la vendió a Nerio I Acciaioli.